# 3055 Annapavlova
A 3055 Annapavlova (ideiglenes jelöléssel 1978 TR3) a Naprendszer kisbolygóövében található aszteroida. Tamara Mihajlovna Szmirnova fedezte fel 1978. október 4-én.